# جاك بالمر (ملاكم)
جاك بالمر (بالإنجليزية: Jack Palmer)‏ مواليد 31 مارس 1879 في نيوكاسل أبون تاين - الوفاة 20 فبراير 1928 في نيوكاسل أبون تاين، كان ملاكم محترف بريطاني صنّف ضمن فئة الوزن الثقيل.

## إحصائيات
خاض خلال مسيرته 41 نزالا، فاز في 23 وتعادل في 3 وخسر في 9. فاز بالضربة القاضية في 16 نزالا.

## روابط خارجية
- جاك بالمر على موقع بوكس ريك (الإنجليزية) (registration required)